# Instinct (Zeitschrift)
Instinct (ISSN 1096-0058) ist eine US-amerikanische Zeitschrift.
Die Zeitschrift richtet sich an homosexuelle und bisexuelle Männer in den Vereinigten Staaten. Das Magazin wird seit 1997 monatlich in englischer Sprache landesweit herausgegeben, Die Zeitschrift gehört dem Unternehmen Instinct Publishing, Inc. Das Magazin hat eine Leserschaft von rund 100.000 Lesern in den Vereinigten Staaten (Stand: 2009).
Gegenwärtiger Hauptredakteur ist Mike Wood. Zu den Autoren des Magazins gehören unter anderem Jim Ver Steeg, Richard Hellstern, Jason Gutirrez, Jeff Katz und Jonathan Higbee. Fotografen, die für das Magazin arbeiten, sind unter anderem Stephanie Espinosa und Peter Brown.